# 헤븐스 도어
《헤븐스 도어》(일본어: ヘブンズ・ドア, Heaven's Door)은 2009년 2월 7일 개봉한 일본 영화이다. 감독은 마이클 애리어스이며 출연진들은 전편과 동일하다.

## 줄거리
1997년 출판 독일 영화 《놋킹 온 헤븐스 도어》의 리메이크 작품. 수명 단과 선고 남녀 듀오 (나가세 도모야과 후쿠다 마유코) 추억의 바다를 목표로 여행을하는 과정을 그린다 로드 무비.

## 출연

### 주연
- 나가세 토모야
- 후쿠다 마유코

### 조연
- 미우라 토모카즈
- 나가츠카 케이시
- 오오쿠라 코지
- 타나카 민
- 키카와다 마사야
- Sachi
- 츠치야 안나
- 야쿠시마루 히로코
- 니노미야 카즈나리
- 요시무라 유미

## 기타
- 조명: 마카나에 유이치로
- 주제가: 안젤라 아키
- 미술: 이와기 나미코